# Guillermo Gregorio
Guillermo Gregorio (Buenos Aires, Argentina, 1941) es un clarinetista y saxofonista alto argentino de jazz contemporáneo.

## Historial
Gregorio estudió Arquitectura en la universidad de Buenos Aires, lo que él reconoce como una influencia en su música. En los años 1960 y 1970, estuvo muy activo en la escena de vanguardia de la capital argentina, participando en grupos y movimientos como el "Experimental Group of Buenos Aires2, y el "Grupo de Música Contemporánea de La Plata". Desde 1986, residió alternativamente entre Europa y Estados Unidos, estableciéndose en Chicago a partir de 1996, con su propio trío. En todo este periodo, Gregorio ha tocado y grabado con músicos como Vinko Globokar, Stephen Dembski, Enrique Gerardi, Steffen Scheliermacher, Ran Blake, Jim O’Rourke, George Graewe, Franz Koglmann, Le Quan Ninh, Akikazu Nakamura, Axel Dörner, Ab Baars, Sebi Tramontana, Fred Lonberg-Holm, Mats Gustafsson, Mary Oliver, Gene Coleman, Ken Vandermark, Steve Swell, Thomas Lehn, Leonel Kaplan y muchos otros. Ha participado también en proyectos colectivos con Cornelius Cardew, Anthony Braxton, y Philip Corner. 
En 2000, se editó una colección, Otra Música Collection (Atavistic), que recoge todas sus obras compuestas entre 1963 y 1970. En 2001, fundó el Madi Ensemble of Chicago, para interpretar música contemporánea de compositores argentinos de vanguardia.

## Discografía como líder
- 1996 	- Approximately - Hatology
- 1998 	- Background Music - Hatology
- 1998 	- Ellipsis - Hatology
- 2000 	- Degrees of Iconicity - Hatnow / Hat[now]Art
- 2002 	- Faktura - Hat[now]Art
- 2006 	- Coplanar - New World Jazz